# Tetraktys (gruppo musicale)
Tetraktys è un gruppo musicale italiano che si dedica all'esecuzione di musiche medievali.

## Il gruppo
Il gruppo è stato costituito nel 2000 in Italia dal flautista olandese Kees Boeke, con lo scopo di eseguire musiche medievali; è specializzato nell'esecuzione di opere del compositore Guillaume Dufay.
Tetraktys svolge un'azione di riscoperta di un genere di musica poco conosciuto e che ha iniziato ad essere riscoperto negli ultimi venti anni. Il gruppo, anche se di recente istituzione, è già riuscito ad affermarsi nel settore di nicchia in cui opera, ottenendo successi di pubblico e di critica nei concerti tenuti in tutta Europa.

## Discografia parziale
- 2006 - O tu cara scienza mia musica (Olive Music)
- 2006 - Guillaume Dufay, Chansons (Olive Music)

| Controllo di autorità | VIAF (EN) 132892703 · LCCN (EN) no2006027291 · GND (DE) 10140088-3 · J9U (EN, HE) 987007322835205171 |